# Clara Zorzi
Clara Zorzi o Giorgio, también Chiara o Claire (fallecida en 1454), fue la segunda esposa y viuda de Nerio II Acciaioli, duque de Atenas, y regente de su hijo Francesco I, después de la muerte de Nerio en 1451. 
Era la hija de Nicolás III Zorzi, el marqués titular de Bodonitsa, y era famosa por su belleza. Después de la muerte de Nerio, se enamoró del veneciano Bartolomeo Contarini, que asesinó a su esposa con el fin poder casarse con ella en Atenas (1453). Sin embargo, Mehmed II del Imperio otomano intervino ante la insistencia del pueblo en nombre del joven duque Francesco y convocó a Bartolomeo y a Clara a su corte en Adrianópolis.
Otro Acciaioli, Francesco II, fue enviado a Atenas como un duque cliente turco. Evidentemente, los ciudadanos habían desconfiado de la influencia de los dos amantes sobre el joven duque, por cuya seguridad hubieran temido. El nuevo duque había asesinado a Clara en Megara, y Bartolomeo apeló al sultán por justicia. Atenas cayó en manos turcas y Francesco II fue depuesto.